# قصر ازيلف (كردميت)
قصر ازيلف هو دُوَّار يقع بجماعة فركلة السفلى، إقليم الرشيدية، جهة درعة تافيلالت في المملكة المغربية. ينتمي الدوّار لمشيخة كردميت التي تضم دوارين. يقدر عدد سكانه بـ 1222 نسمة حسب الإحصاء الرسمي للسكان والسكنى لسنة 2004.

## روابط خارجية
- البوابة الوطنية للجماعات الترابية نسخة محفوظة 12 مارس 2018 على موقع واي باك مشين.
- المندوبية السامية للتخطيط